# Festuca inops
Festuca inops är en gräsart som beskrevs av De Not. Festuca inops ingår i släktet svinglar, och familjen gräs. Inga underarter finns listade i Catalogue of Life.